# ديميتريس إيوانو
ديميتريس إيوانو (15 مارس 1977 بأثينا في اليونان - ) هو لاعب كرة قدم يوناني في مركز الدفاع. لعب مع فوكيكوس وليفادياكوس ونادي أتروميتوس وPanachaiki G.E. ‏ وAEP Paphos FC ‏ وPAE Kerkyra ‏ ونادي إيراكليس وأبولون بونتو ‏.

## وصلات خارجية
- ديميتريس إيوانو على موقع قاعدة بيانات كرة القدم.إي يو (الإنجليزية)